# Claude Laurent
Claude Laurent (ur. 28 listopada 1935 roku w Orleanie) – francuski kierowca wyścigowy i rajdowy.

## Kariera
Laurent rozpoczął karierę w międzynarodowych wyścigach samochodowych w 1960 roku od startu w klasie GT 1.3 24-godzinnego wyścigu Le Mans, w którym odniósł zwycięstwo w swojej klasie, a w klasyfikacji generalnej był trzynasty. W latach 1968-1969 w klasie GT 2.0 stawał odpowiednio na drugim i trzecim stopniu podium (13 pozycji w klasyfikacji generalnej). Również w 1970 roku był trzeci w klasie GT 2.5.